# Stipa ramosissima
Stipa ramosissima là một loài thực vật có hoa trong họ Hòa thảo. Loài này được (Trin.) Nees miêu tả khoa học đầu tiên năm 1828.